# خولارغوس
خولارغوس: (باليونانية:Χολαργός)، (بالإنجليزية:Cholargos)، مدينة يونانية ومركز لبلدية تقع في جنوب وسط البلاد وهي تقع ضمن مقاطعة شمال أثينا التي تتبع إدارياً لإقليم آتيكا الإداري.

## الموقع والسكان
تقع المدينة على أقدام جبل هيميتوس على ارتفاع (256) م. عن مستوى سطح البحر، وتعتبر إحدى الضواحي الأثينية الشرقية إذ تبعد مسافة (6) كم فقط عن مركز العاصمة اليونانية، إلى الشمال منها تقع بلدية خالانذري وأغيا باراسكيفي، إلى الغرب نيو بسيخيكو، من الجنوب باباغو، ومن الشرق غليكا نيرا.
يبلغ عدد سكان البلدية والمدينة حوالي (32) ألف نسمة (تعداد السكان لعام 2001).

## التسمية والتاريخ
يعود اسم المدينة إلى بلدة خولارغوس (Cholargos) الإغريقية القديمة والتي تعود للفترة الكلاسيكية والتي كانت إحدى الأقسام التاريخية في آتيكا والتي كانت تسمى ذيمه (Deme)، لم يعرف المكان المحدد لهذه البلدة القديمة ومن الأغلب أنه يقع بالقرب من كاماتيرو أو بيريستيري وليس في مكان المدينة الحالية.
كانت خولارغوس القديمة تابعة لقبيلة أكامانتيس (Acamantis)، ومن أشهر أبناءها بريكليس أحد أهم حكماء وقادة الإغريق القدماء.
وبالنسبة لخولارغوس المعاصرة فقد دلت بض التنقيبات الأثرية ضمن أرض المدينة على وجود بعض المدافن التي تعود للفترة الهلنستية، وبعض القطع التي تعود للفترة الـبيزنطية، ولكن الأرض لم تصبح مسكونة إلا بعد العام (1926) م. عندما قامت شركة محلية ببدء بناء بعض المساكن فيها.
أصبحت خولارغوس خلال الحرب العالمية الثانية مقراً للقوات الـإيطالية التي احتلت أثينا. وبعد ذلك وفي ستينيات القرن العشرين حدثت فيها طفرة عمرانية كبيرة ترافقت مع الهجرة الداخلية من الريف اليوناني نحو العاصمة.

## متفرقات
- تتألف المدينة بمعضمها من أحياء سكنية ومنطقة تجارية على طول جادة ميسوغيون (Mesogion) التي تربطها مع أثينا.
- أهم نادي رياضي في المدينة هو آريس خولارغوس.

## معرض صور

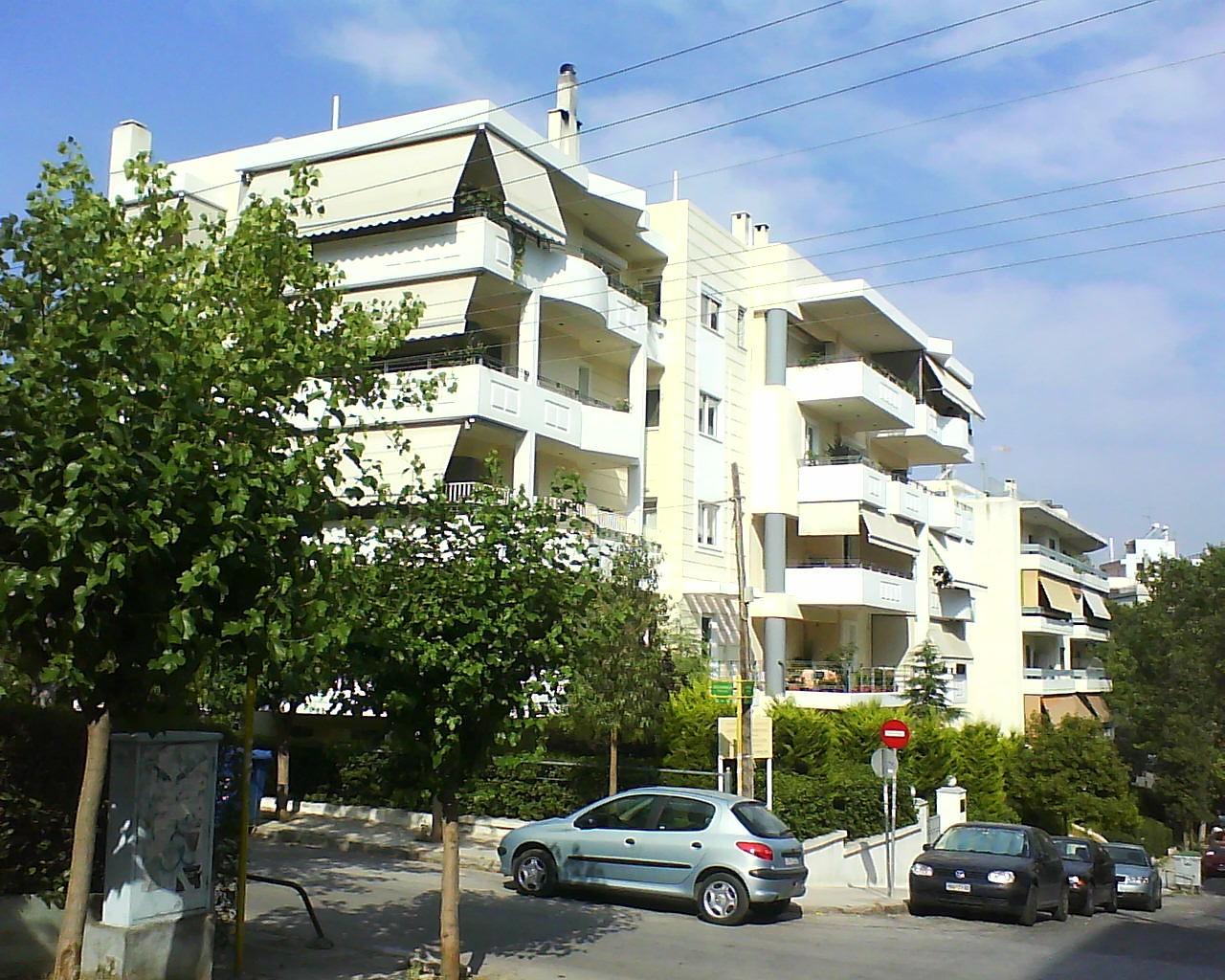
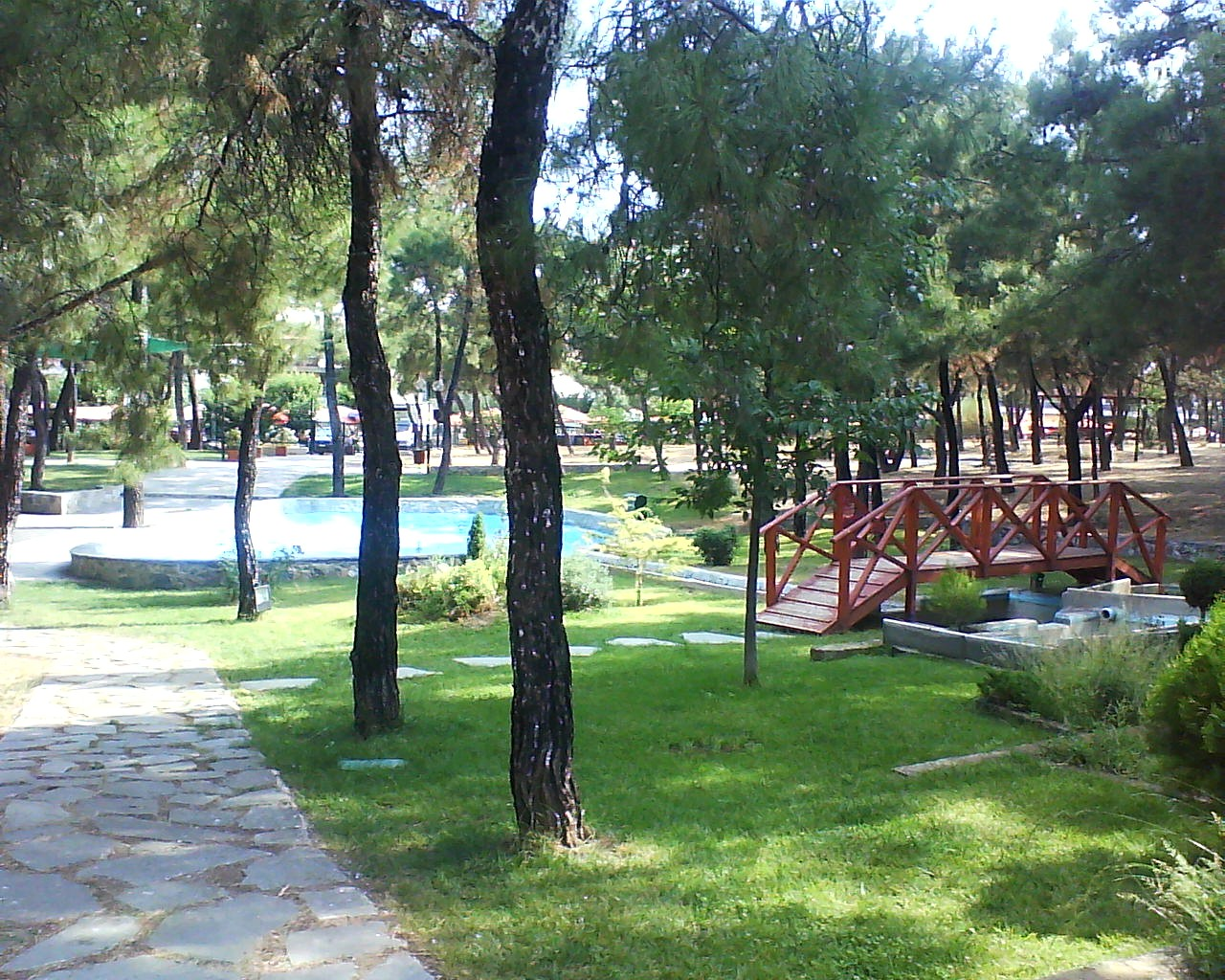

## وصلات خارجية
- موقع المدينة الرسمي نسخة محفوظة 8 فبراير 2011 على موقع واي باك مشين.